# Sportclub Cham 2015-2016
Questa voce raccoglie le informazioni riguardanti il Sportclub Cham nelle competizioni ufficiali della stagione 2015-2016.

## Rosa
Aggiornata al 21 giugno 2016.
| N. |                                 | Ruolo | Calciatore         |
| -- | ------------------------------- | ----- | ------------------ |
| 1  | Svizzera (bandiera)             | P     | Mike Richard       |
| 2  | Liechtenstein (bandiera)        | D     | Ueli Sturzenegger  |
| 3  | Svizzera (bandiera)             | D     | Fabio Niederhauser |
| 4  | Svizzera (bandiera)             | C     | Pascal Christen    |
| 5  | Bosnia ed Erzegovina (bandiera) | C     | Dejan Jakovljević  |
| 6  | Svizzera (bandiera)             | C     | Pascal Bader       |
| 7  | Svizzera (bandiera)             | A     | Reto Scherer       |
| 8  | Svizzera (bandiera)             | C     | Dalibor Stojanov   |
| 9  | Svizzera (bandiera)             | A     | Roman Herger       |
| 10 | Svizzera (bandiera)             | A     | Petar Ugljesić     |

| N. |                     | Ruolo | Calciatore        |
| -- | ------------------- | ----- | ----------------- |
| 11 | Svizzera (bandiera) | A     | Severin Dätwyler  |
| 14 | Svizzera (bandiera) | D     | Pascal Nussbaumer |
| 15 | Svizzera (bandiera) | D     | Lucas Thöni       |
| 16 | Svizzera (bandiera) | P     | Alessandro Merlo  |
| 17 | Svizzera (bandiera) | C     | Michael Keller    |
| 19 | Svizzera (bandiera) | C     | Tobias Walker     |
| 20 | Svizzera (bandiera) | C     | Jessy Nimi        |
| 21 | Svizzera (bandiera) | C     | Dominic Schilling |
| 23 | Svizzera (bandiera) | C     | Cyril Gasser      |
| 27 | Svizzera (bandiera) | D     | Esat Balaj        |